# Göta kanal 3 – Kanalkungens hemlighet

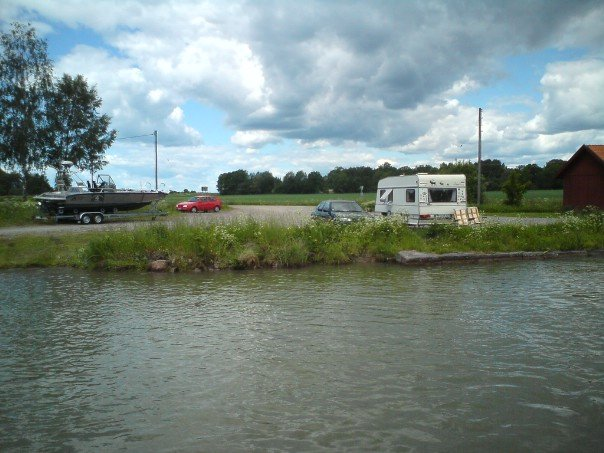
Båt och husvagn som användes vid inspelning av filmen Göta kanal 3 – Kanalkungens hemlighet

Göta kanal 3 – Kanalkungens hemlighet är en svensk komedifilm som hade biopremiär i Sverige den 25 december 2009 i regi av Christjan Wegner med Janne "Loffe" Carlsson och Eva Röse i huvudrollerna.

## Handling
Kronofogden är återigen på besök hos Anderssons Båtvarv. Men denna gången är det lugnt, menar Janne Andersson. De sista båtmotorerna till Italien är levererade. När betalningen väl är i hamn, är varvet skuldfritt. Dottern Petra kör turister i en gammal ångslup på Göta Kanal i Hajstorp medan hon berättar myten om kanalbyggaren Baltzar von Platens hemlighet. Allt verkar vara frid och fröjd hos Andersson. Men så slår den italienska maffian till. Det kommer inga pengar. 

## Om filmen
Göta kanal 3 – Kanalkungens hemlighet  är uppföljaren till Göta kanal 2 – Kanalkampen. Den tredje filmen hade premiär julen 2009.
Premiären skedde i Töreboda på biografen "Röda Kvarn".
Regissör för filmen är Christjan Wegner som tidigare bland annat regisserat Zingo.
Filmen fick 9 miljoner kronor från Svenska Filminstitutet.

## Skådespelare
- Janne "Loffe" Carlsson – Janne Andersson
- Eva Röse – Petra Andersson
- Magnus Härenstam – Peter Black
- Sara Sommerfeld – Tanja Svensson
- Svante Grundberg – kanotisten
- Rafael Edholm – Benito
- Eric Ericson – Henrik
- Christian Rinmad – Vincent
- Jon Skolmen – norrman
- Magnus Samuelsson – Arnold, motorcyklist
- Dag Malmberg – Baltzar von Platen
- Lena Strömdahl – "kvinnlig arkivarie"
- Ane Dahl Torp – "Camilla"
- Thomas Roos – Sigge, motorcyklist
- Hannu Kiviaho – "toalettgubben"

## Mottagande
Filmen fick mycket negativ kritik av pressen, med följande exempel:
- Dagens Nyheter: 0/5 [5]
- Aftonbladet: 1/5 [6]
- Expressen: 1/5 [7]
- Sydsvenskan: 1/5 [8]
- Upsala Nya Tidning: 1/5 [9]